# Michel Brusseaux
Michel Brusseaux est un footballeur français né le 10 mars 1913 à Sidi Bel Abbès (Algérie) et mort le 28 février 1986. Brusseaux évoluait au poste d'attaquant. Comptant une seule sélection en équipe de France, il a été sélectionné pour participer à la Coupe du monde 1938 en France.

## Clubs
- US Hammam Bou Hadjar ( Algérie)
- OGC Nice ( France)
- FC Sète ( France)
- 1944-1947 : AS Saint-Etienne ( France)
- 1947-1948 : FC Nancy ( France)

## Palmarès
- Champion de France en 1939
- 1 sélection en équipe de France en 1938